# Kinna distrikt
Kinna distrikt är ett distrikt i Marks kommun och Västra Götalands län. 
Distriktet ligger i och omkring Kinna. 

## Tidigare administrativ tillhörighet
Distriktet inrättades 2016 och utgörs av området som Kinna köping omfattade till 1971 och som före 1947 utgjorde Kinna socken.
Området motsvarar den omfattning Kinna församling hade vid årsskiftet 1999/2000.